# Annamitiska bergskedjan

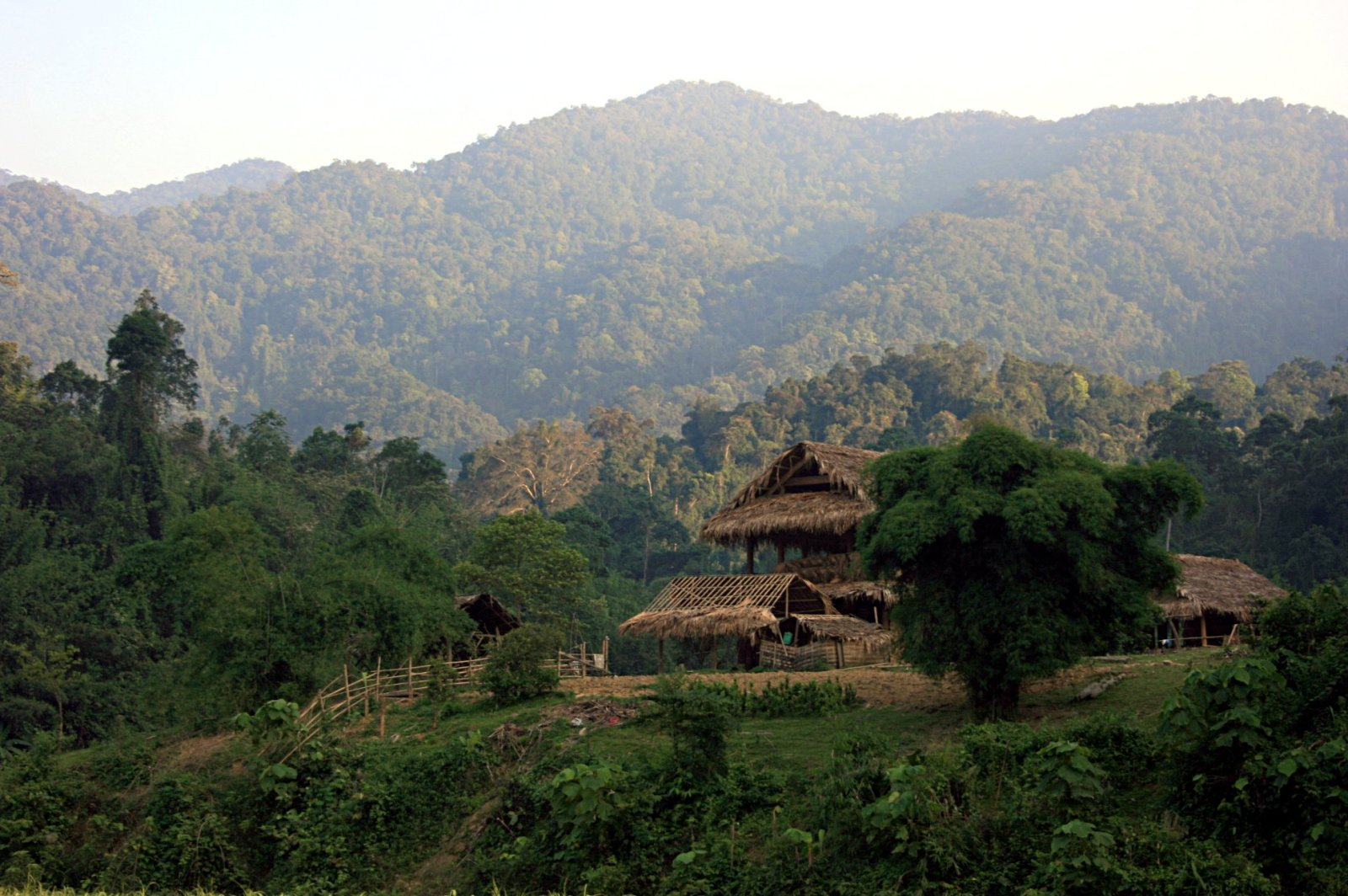
Pù-Mát-nationalpark i den vietnameiske delen av Annamitiska bergskedjan

Annamitiska bergskedjan (vietnamesiska: Dãy Trường Sơn, lao: Phou Luang, franska: Chaîne Annamitique) är en ungefär 1 100 km lång bergskedja i Indokina som går igenom Laos och Vietnam.
Bergskedjan löper parallellt med kusten till Sydkinesiska havet och separerar Mekongflodens avrinningsomåde från havet. Den östra delen reser sig brant över den vietnamesiska slätten och många floder har sin början här.
Högsta berget i kedjan finns i Laos, Phu Bia, och är 2 820 meter över havet. På den vietnamesiska sidan är den högsta toppen Phu Xai Lai Leng och är 2 711 meter över havet. Laos ligger huvudsakligen på bergens västsida med provinserna Houaphan och Xieng Khouang, medan Vietnam ligger till största delen öster, med undantag för centrala höglandet (Provinserna Kon Tum, Gia Lai, Dac Lac och Dac Nong)
Djurlivet är väldigt rikt, med bland annat Vietnamantilopen, Gaur och Indokinesisk tiger.
Under Vietnamkriget gick den viktige försörjningsleden Ho Chi Minh-leden genom området vilket gav leden det alternativa namnet Đường Trường Sơn, Annamitiska bergskedjans led.